# کورالی شاکن
کُرالی شاکُن (به فرانسوی: Coralie Chacon) ژیمناست زادهٔ ۱۲ مهٔ ۱۹۸۵ میلادی اهل کشور فرانسه است.